# Trichiomorphus planatus
Trichiomorphus planatus är en skalbaggsart som beskrevs av Waterhouse 1885. Trichiomorphus planatus ingår i släktet Trichiomorphus och familjen Cetoniidae. Inga underarter finns listade i Catalogue of Life.